# ماسايوكي ناكاغومي
ماسايُوكي ناكاگٌمي (باليابانية: 中込 正行) (مواليد 17 أغسطس 1967)، هو لاعب كرة قدم ياباني سابق كان يلعب كمدافع.

## وصلات خارجية
- ماسايوكي ناكاغومي على موقع رابطة كرة القدم اليابانية للمحترفين (اليابانية)
- ماسايوكي ناكاغومي على موقع عالم كرة القدم.نت (الإنجليزية)